# Beechwood Trails
Beechwood Trails – jednostka osadnicza w Stanach Zjednoczonych, w stanie Ohio, w hrabstwie Licking.